# 皮投岳

皮投岳（かわなげだけ）は、岩手県八幡平市と秋田県鹿角市との境界にある標高1,122mの山である。

## 概要
奥羽山脈に属する。鹿角盆地を取り囲む「青垣山」の一つでもある。
毎年春秋の2回、地元の鹿角市山岳会などの呼びかけで「三嶽岳登山」（五ノ宮嶽・三倉山・皮投岳の3山を巡拝する三嶽参り）が恒例となっている。この縦走の一般的なコースは、県道花輪越の登山口からスタートし、三倉山へ寄って鹿角盆地を眺めたのち皮投岳から五ノ宮嶽へと進み、同嶽から下山する途中にある薬師神社で再び鹿角盆地を眺めたのち、JR東日本八幡平駅付近へ下山するものである。

## 伝承
「皮投岳物語」「鹿角田畑開拓の由来」などがある。
二戸から2人のマタギが狩りにやって来た。その日は、晴れており空も澄みわたり、鹿角の花輪盆地が広く遠くまで見える日であった。その日も狩りが終わり、2人は山の中の眺めの良い場所に腰を掛け、景色を眺めていた。2人のそばには何枚もの熊の皮が置かれていた。 2人は、狩猟のために何日も家を離れていたため、自分たちの二戸の家のことや残してきた妻子のことを考えていた。2人はたきぎを焚いて寝った。その夢枕に立ったのは、二戸にいる妻と子供の顔であった。内容は、何日も家を空けて帰ってこない夫への寂しさから、妻が化石になってしまうという悪い夢であった。この夢を見て、２人は体が固くなったようになり、びっくりして目を覚ました。「不思議なことがあるものだ。今まで一度もこのような夢は見たことがなかったのに、妻のことを心配しながら寝たら、化石になった妻の声が聞こえた。不思議なことだ。」2人とも同じ夢を見て、何かがあるような気がした。
翌朝、2人は遠く景色を見ながら、「今までこの山に何度も登って来たが、こんなにすばらしく見晴らしが良かったことはなかったなあ。」「きらきら光って見えるあの川の付近を開拓して田畑にして住んだらどうだろうか。」と話した。2人は、この山から見える場所を開拓して住む気持ちを固めると、これまで捕った熊の毛皮をこの山へ投げて（方言で「捨てて」）、郷里の二戸へ帰り、妻子を連れて再び鹿角に戻って来た。そして、それぞれ家を建てて住み、開墾し始めた。それからこの山を皮投岳というようになった。
崇神天皇の時代に皮投岳を二戸郡のマタギが登った。そこから鏡の様な1つの沼が見えた。彼はこの池を中心として川並に開拓していけば必ず良い郡里になるだろうとした。翌年雪が消え春を迎えてマタギは柴内から入り開拓を進め、ついに鏡のような沼のあたりまで開墾していった。これが現在の鏡田部落であり、それを中心として鹿角の田畑が開梱されたという。
三戸よりマタギが来て鹿角郡川辺村に毛戸小屋をかけ、うたた内沢に入り、花輪村の皮投嶽に登り鹿を800枚取り皮を投げた（捨てた）。そのためこの山を皮投嶽といい、800の鹿の皮を剥いだところを八百といった。この沢から登ればいつでも仕合よく（幸運）ここをうたた内沢と名付けた。マタギがこの山から鹿角川をみると鏡のような沼が見えた。マタギたちはここから川まで切り開いて田畑にすれば良い郡になるだろうと考え、雪が消えると花輪本館臥牛に移って柴内から切り開いた。そのころここは柴が立っていたので柴内と名付けた。ここから鏡のような沼まで切り開いた。それが今の鏡田村である。次第に開け村人が沢山になり、鹿角の三百丁というようになった。川筋の流れが鹿の角に似ているため、鹿角郡と名付けた。マタギの子孫は花輪今泉の式部大町鍛冶安平である。

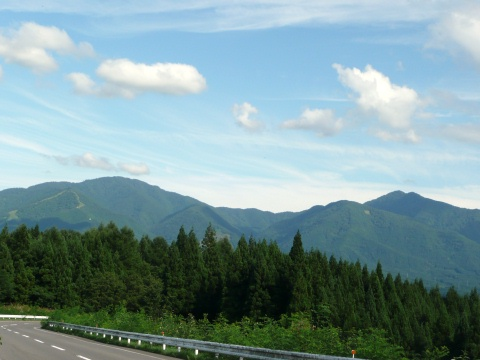
皮投岳（左）と北林と五ノ宮嶽（右）
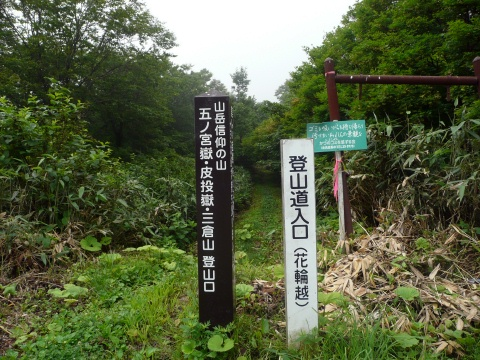
三嶽岳登山口（花輪越）
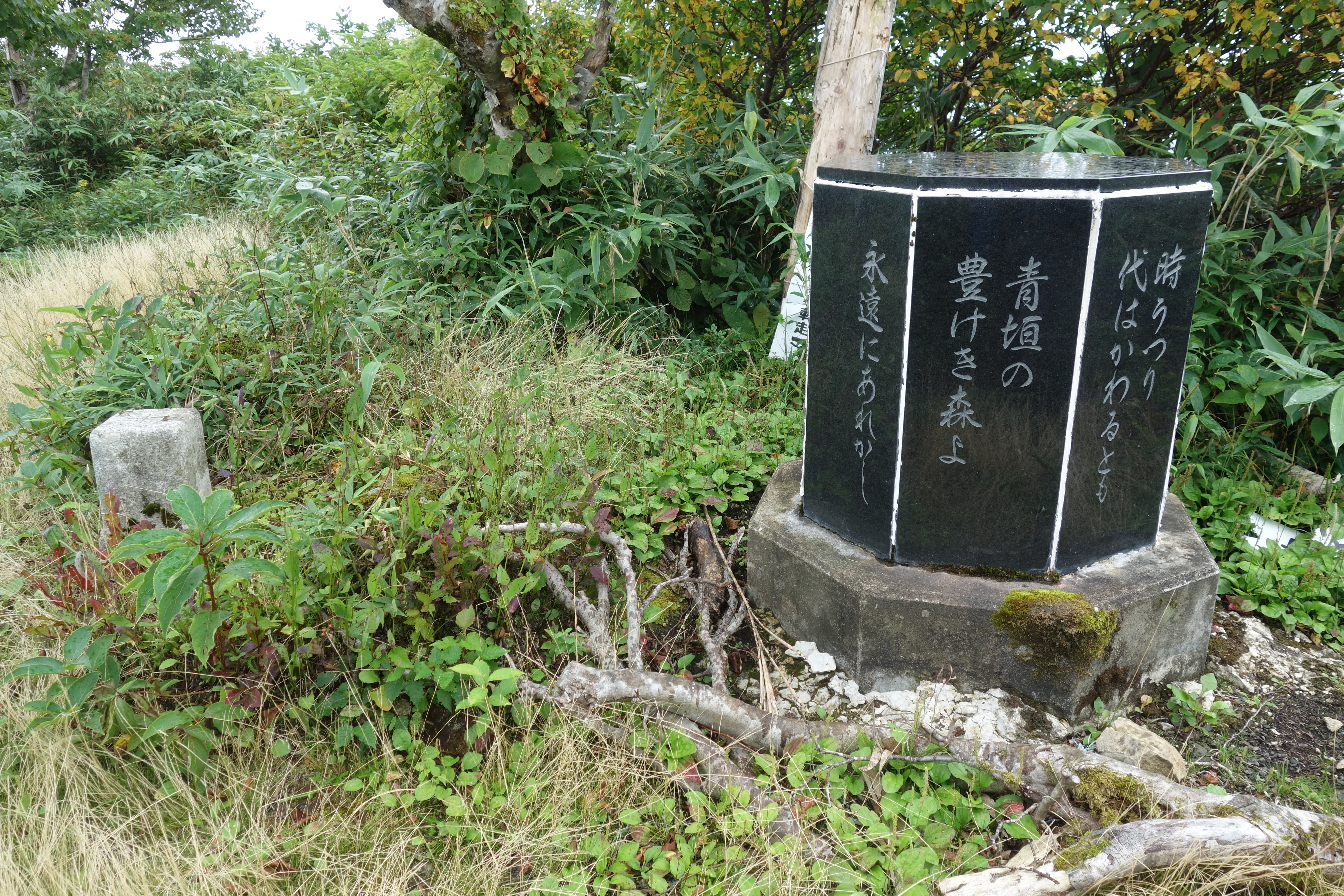
皮投岳山頂